# Victoria de Baden
Victoria de Baden (7 august 1862 – 4 aprilie 1930) a fost regină a Suediei ca soție a regelui Gustaf al V-lea al Suediei.

## Prințesă Moștenitoare

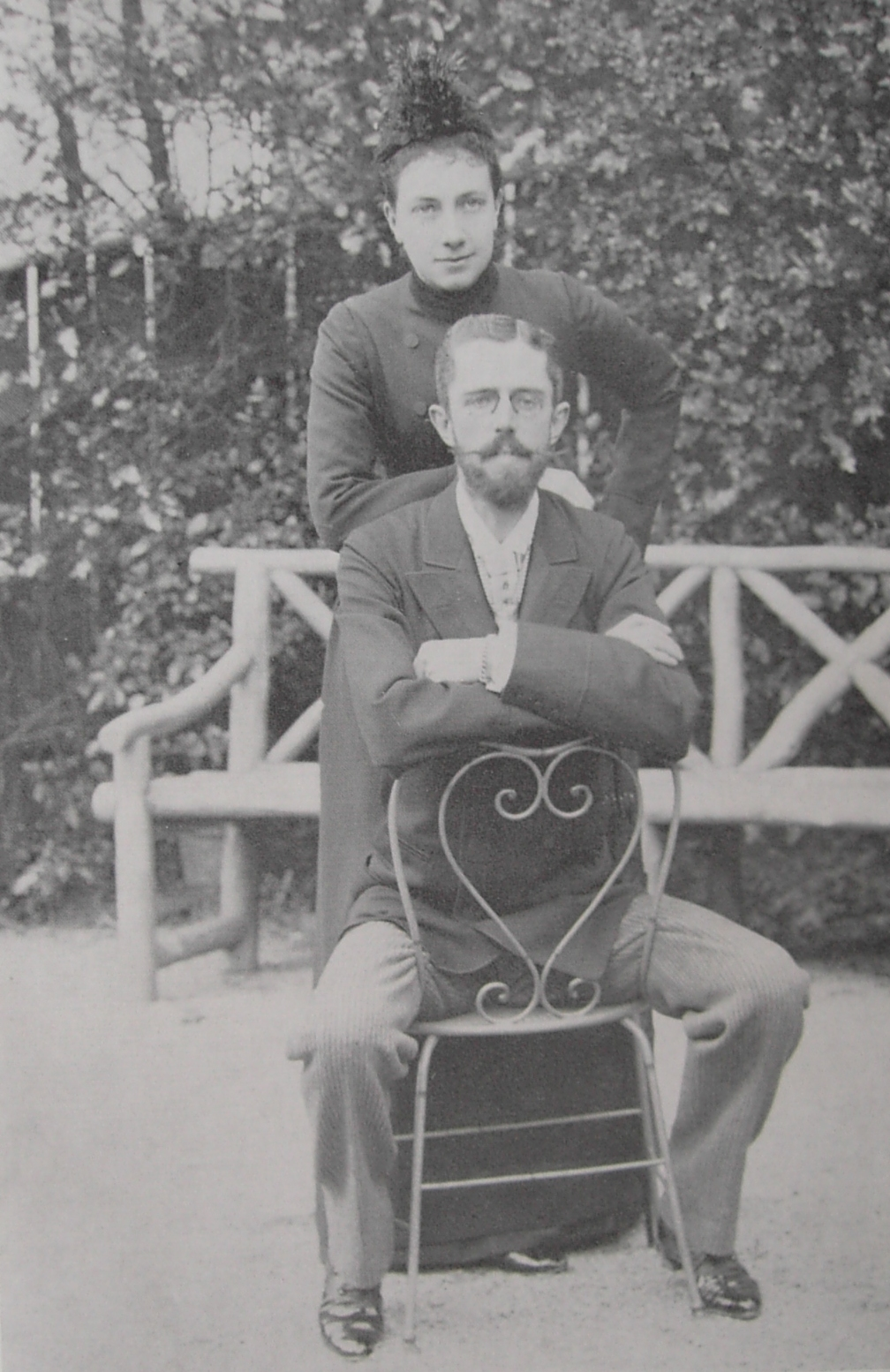
Prințesa Victoria și Prințul Gustaf al Suediei, 1890.

Prințesa Victoria s-a căsătorit la Karlsruhe la 20 septembrie 1881 cu Prințul Moștenitor al Suediei și Norvegiei, fiul regelui Oscar al II-lea al Suediei și Norvegiei și al reginei Sofia de Nassau. Împăratul și împărăteasa Germaniei au fost prezenți la nuntă iar căsătoria a fost aranjată ca semn că Suedia aparține sferei Germane în Europa.
Căsătoria a fost populară în Suedia unde prințesa ea era numită  "Prințesa Vasa", datorită descendenței sale din vechea dinastie Vasa. La 1 februarie 1882, Victoria și Gustaf au vizitat Oslo. Căsătoria a fost aranjată de familiile lor și nu a fost una fericită. În 1890-1891 cuplul a călătorit în Egipt pentru a-și repara relația însă n-au reușit, se presupune că din cauza interesului Victoriei pentru unul din curteni.
După 1889, relația personală dintre Victoria și Gustaf a fost terminată, în parte din cauza presupusei bisexualități a lui Gustaf.
După nașterea primului copil, în 1883, a suferit de depresie și adesea și-a petrecut iernile în străinătate. În jurul anului 1888, călătoriile ei în străinătate au făcut-o nepopulară și era descrisă ca fiind arogantă. În 1889, s-a îmbolnăvit de pneumonie iar medicii i-au recomandat formal să-și petreacă iarna într-un climat mai bând. A avut conflicte cu socrii ei în legătură cu cheltuielile mari din străinătate. A dezaprobat puternic căsătoria dintre cumnatul ei, Prințul Oscar, și doamna ei de onoare, Ebba Munck af Fulkila în 1888.
A fost descrisă ca fiind talentată din punct de vedere artistic. A fost fotograf amator, pictor și sculptor. În călătoriile sale din Egipt și Italia a fotografiat și pictat mult și a experimentat diverse tehnici de fotografiere ridicând munca ei la un grad înalt de calitate fotografică. De asemenea, era o excelentă pianistă și de exemplu putea cânta complet Inelul Nibelungilor de Wagner fără note. A avut o bună educație muzicală iar în adolescență, la curte, întorcea foile cu note pentru Franz Liszt. Compozitorii ei preferați erau Schubert și Beethoven. De asemenea, a fost descrisă ca fiind un călăreț plin de măiestrie.

## Regină

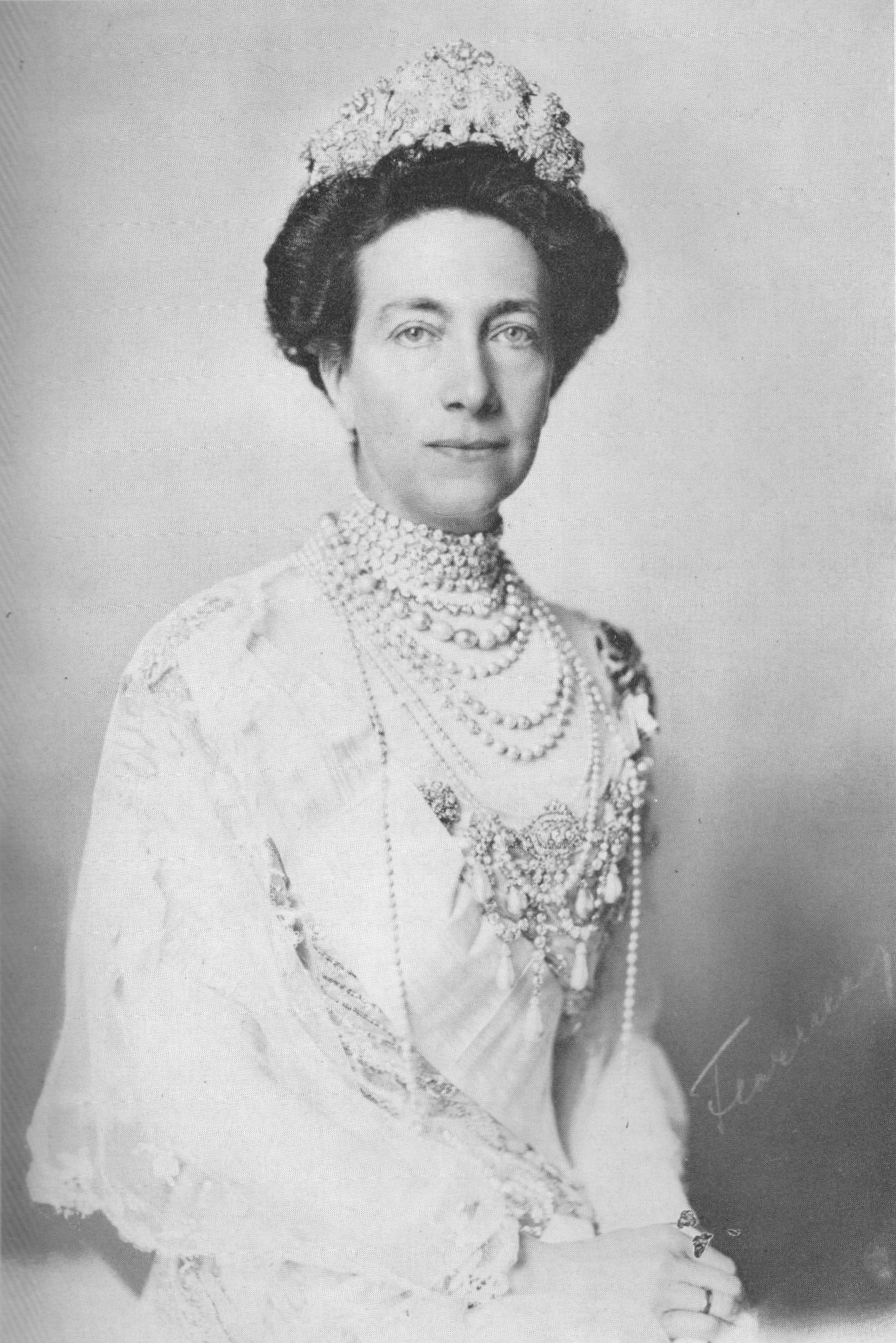
Regina Victoria.

Victoria a devenit regină a Suediei după decesul socrului ei la 8 decembrie 1907. Ca regină, era prezentă în Suedia numai în timpul verilor însă ea încă domnia curtea. Victoria a aranjat căsătoria dintre fiul ei William și Maria Pavlova a Rusiei în 1908. A fost devotată muncii de caritate atât în Suedia cât și în Germania și Italia.
Regina Victoria a avut o influență politică substanțială asupra soțului ei, care adesea a fost considerat pro-german. În 1908, Victoria a făcut o vizită oficială cu Gustaf la Berlin, unde a fost numită colonel prusac; era descrisă ca fiind strictă și militantă și că avea inimă de soldat prusac. Era foarte strictă cu disciplina și dacă vreunul dintre membrii ai gărzii palatului uitau s-o salute, în general erau puși sub arest.
A fost profund conservatoare în punctele ei de vedere și ofensată de disoluția uniunii suedezo-norvegiene (1905), de victoriile din alegerile electorale ale radicalilor, socialiștilor și liberalilor iar când fiul ei a fost temporar regent în 1912, l-a sfătuit în scrisori din Italia să nu fie prea intim cu guvernul ales.

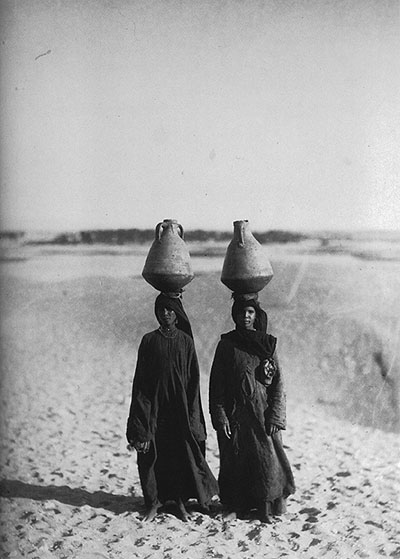
Femei beduin în Egipt, 1890, fotografie făcută de Victoria a Suediei.

Regina Victoria a pierdut mare parte din popularitate în Suedia pentru atitudinea sa pro-germană. În timpul Primului Război Mondial a dat un cadou personal fiecărui suedez voluntar pentru forțele germane. A menținut un contact strâns cu împăratul german, pe care îl vizita adesea în timpul războiului. A fondat "Drottningens centralkomittée" ("Comitetul Central al Reginei") pentru echipament de apărare. Ofensată de victoria social-democraților din alegerile electorale din 1917 a încercat să-i împiedice să facă parte din guvern.
Influența politică a Victoriei s-a bazat pe poziția puternică a rudelor ei, împăratul german, și când a fost detronat în 1918-1919, ea și-a pierdut orice influență politică în Suedia.
Regina Victoria a avut o sănătate precară; a fost tratată cu mercur și medicamente în timpul sarcinilor sale dificile - posibila cauză a condiției sale cronice. Din 1892 până la moarte, Axel Munthe a fost medicul ei personal și i-a recomandat din motive de sănătate să-și petreacă iarna în insula italiană Capri. În timp ce inițial a ezitat, în toamna anului 1901 a călătorit la Capri; de atunci, cu excepția Primului Război Mondial, și-a petrecut câteva luni pe an la Capri. După o perioadă a decis să aibă propria reședință aici numită Casa Caprile. În anii 1950, la douăzeci de ani după decesul său, proprietatea a deveni hotel.
Regina a fost la reședința lui Munthe, vila San Michele, unde în cele mai multe dimineți făcea plimbări în jurul insulei împreună cu Munthe. De asemenea, Munthe și regina au aranjat concerte la San Michele, unde regina cânta la pian. Ei împărțeau și dragostea față de animale; este cunoscut sprijinul pe care regina l-a acordat lui Munthe pentru ca Muntele Barbarossa să devină un sanctuar al păsărilor. Au existat zvonuri că regina și Munthe sunt amanți însă acest lucru nu s-a confirmat.
Regina Victoria a petrecut mult timp în străinătate din motive de sănătate deoarece clima Suediei nu era considerată bună pentru ea iar în timpul ultimilor ei ani ca regină a fost rareori prezentă în Suedia: a participat la o vizită oficială în Norrland în 1921, o vizită la Dalarna în 1924 și în Finlanda în 1925. Vizita din Finlanda a fost ultima apariție publică a reginei; deși ea a mai vizitat Suedia în 1928 de ziua de naștere a soțului ei, nu s-a mai arătat publicului.Apoi, a părăsit Suedia pentru Italia pentru totdeauna. A murit doi ani mai târziu, la 4 aprilie 1930 la vila Svezia din Roma la vârsta de 67 de ani.